# Bataille de Loncomilla
Guerre civile chilienne de 1851
La bataille de Loncomilla est livrée le 8 décembre 1851 pendant la guerre civile chilienne de 1851. Elle oppose dans la vallée de la Loncomilla, à proximité de la ville de San Javier les forces gouvernementales commandées par Manuel Bulnes aux rebelles libéraux de José María de la Cruz (en). Ces derniers sont battus après sept heures de combats intenses qui laissent les deux armées exsangues. Admettant la défaite de sa cause, surtout qu'une partie de ses troupes menace de déserter (le bataillon Carampangue) José María de la Cruz signe quelques jours plus tard le traité de Purapel, qui met fin à sa rébellion.

## Sources
- (en) Salvatore Bizzarro, Historical dictionary of Chile, Metuchen, N.J, Scarecrow Press, coll. « Latin American historical dictionaries » (no 7), 1972, 309 p. (ISBN 978-0-810-80497-5)
- (en) Robert L. Scheina, Latin America's wars, vol. 1 : The age of the Caudillo, 1971-1899, Washington, D.C, Brassey's, Inc, 2003, 569 p. (ISBN 978-1-574-88450-0 et 978-1-574-88449-4)